# Speckenbach
Speckenbach ist eine Ortschaft von Wipperfürth im Oberbergischen Kreis im Regierungsbezirk Köln in Nordrhein-Westfalen (Deutschland).

## Lage und Beschreibung
Die Ortschaft liegt im Osten von Wipperfürth westlich der Kerspetalsperre an der Stadtgrenze zu Halver. Nachbarorte sind Kleinfastenrath, Dahl, Voswinkel und Großfastenrath.  Im Ort entspringt der in den Fluss Wupper mündende Speckenbach.
Politisch wird der Ort durch den Direktkandidaten des Wahlbezirks 13 (130) Ohl und Klaswipper im Rat der Stadt Wipperfürth vertreten.

## Geschichte
1487 wird der Ort erstmals unter der Bezeichnung „Speckbech“ in einer Darlehensliste für Herzog Wilhelm III von Berg aufgeführt. Die Karte Topographia Ducatus Montani aus dem Jahre 1715 zeigt unter dem Namen „Speckenbach“ vier Höfe. Die Topographische Aufnahme der Rheinlande von 1825 zeigt in der Ortschaft „Spekenbek“ fünf einzelne Gebäudegrundrisse. Ab der Preußischen Uraufnahme von 1840 bis 1843 wird die Ortsbezeichnung „Speckenbach“ verwendet.
Nachgewiesen ist im Osten des Ortes eine von Wuppertal-Elberfeld bis nach Marienheide-Krommenohl verlaufende Landwehrlinie. Diese Bergische Landwehr sicherte das Bergische Territorium vor Einfällen aus dem Märkischen.

## Busverbindungen
Über die an der Bundesstraße B237 gelegene Bushaltestelle „Im Hagen“ der Linie 336 (VRS/OVAG) ist eine Anbindung an den öffentlichen Personennahverkehr gegeben.

## Wanderwege
Der vom SGV ausgeschilderte Wanderweg A5 führt durch die Ortschaft hindurch. In einem Abstand von 150 m führen die Wanderwege A6 und der X3: Talsperrenweg im Norden um den Ort herum.